# Cropia hadenoides
Cropia hadenoides är en fjärilsart som beskrevs av Walker 1858. Cropia hadenoides ingår i släktet Cropia och familjen nattflyn. Inga underarter finns listade i Catalogue of Life.